# Air Cargo Netherlands
Air Cargo Netherlands, afgekort ACN, is de brancheorganisatie voor de luchtvrachtindustrie in Nederland en is gevestigd op Schiphol.

## Geschiedenis
Air Cargo Netherlands is in 1993 opgericht door de luchtvrachtindustrie. Reden voor de oprichting was destijds het gebrek aan samenwerking tussen de federatieleden van ATAN. Deze federatie bestond onder meer uit de NVVL (luchtvrachtexpediteurs), NVLA (afhandelaars) en de vereniging voor cargomanagers bij airlines die werd gesteund door KLM en Schiphol.

## Taakstellingen brancheorganisatie
De hoofddoelstelling van ACN is het ontwikkelen van de Nederlandse luchtvrachtindustrie in de ruimste zin van het woord.
Daarnaast houdt de organisatie zich onder andere bezig met opleidingen, vrachtafhandeling en veiligheid.

## Aangesloten leden
Anno 2019 heeft ACN ongeveer 300 leden waaronder luchthavens, luchtvaartmaatschappijen, luchtvrachtexpediteurs, grondafhandelingsbedrijven, air cargo truckers en een aantal zakelijke dienstverleners, zoals banken, verzekeraars, opleiders, uitzendorganisaties en securitybedrijven.